# Valencia Club de Fútbol 1985-1986
Questa voce raccoglie le informazioni riguardanti il Valencia Club de Fútbol nelle competizioni ufficiali della stagione 1985-1986.

## Stagione
Dopo un buon inizio di campionato che l'aveva portata a ridosso delle prime posizioni della classifica il Valencia, la cui situazione economica continuava a peggiorare, calò progressivamente il proprio rendimento sino a piombare in zona retrocessione. Malgrado la sostituzione dell'allenatore (con Alfredo Di Stéfano che, a metà del girone di ritorno, subentrò a Óscar Rubén Valdez) il Valencia non riuscì più ad uscire dalla zona calda sino a retrocedere, per la prima volta nella sua storia, per effetto di una pesante sconfitta contro il Barcellona subita alla penultima giornata. In Coppa del Re la squadra superò due turni prima di essere eliminata dal Tenerife.

## Maglie e sponsor
Le divise vedono, per la prima volta nella storia del club, l'introduzione dello sponsor ufficiale Caja Ahorros Valencia. Viene inoltre sottoscritto un contratto con lo sponsor tecnico Rasan, il quale non apporta sostanziali modifiche alle divise.
| Manica sinistra · Maglietta · Manica destra · Pantaloncini · Calzettoni | Manica sinistra · Maglietta · Manica destra · Pantaloncini · Calzettoni |

## Rosa
| N. |                   | Ruolo | Calciatore            |
| -- | ----------------- | ----- | --------------------- |
|    | Spagna (bandiera) | P     | José Ramón Bermell    |
|    | Spagna (bandiera) | P     | Joaquín Cháfer        |
|    | Spagna (bandiera) | P     | José Manuel Sempere   |
|    | Spagna (bandiera) | D     | José Vicente Aliaga   |
|    | Spagna (bandiera) | D     | Ricardo Penella Arias |
|    | Spagna (bandiera) | D     | Fernando Giner        |
|    | Spagna (bandiera) | D     | Voro                  |
|    | Spagna (bandiera) | D     | José Carlos Granero   |
|    | Spagna (bandiera) | D     | Juanjo Juárez         |
|    | Spagna (bandiera) | D     | Paco Muñoz            |
|    | Spagna (bandiera) | D     | Paco Ponteciano       |
|    | Spagna (bandiera) | D     | Salvador Revert       |
|    | Spagna (bandiera) | D     | Quique                |
|    | Spagna (bandiera) | D     | Miguel Tendillo       |
|    | Spagna (bandiera) | C     | Carlos Arroyo         |
|    | Spagna (bandiera) | C     | Ángel Castellanos     |

| N. |                      | Ruolo | Calciatore            |
| -- | -------------------- | ----- | --------------------- |
|    | Spagna (bandiera)    | C     | José Vicente Cuxart   |
|    | Spagna (bandiera)    | C     | Roberto               |
|    | Spagna (bandiera)    | C     | Paco Ferrando         |
|    | Spagna (bandiera)    | C     | Armando López         |
|    | Spagna (bandiera)    | C     | Antonio Montes        |
|    | Spagna (bandiera)    | C     | Salvador Ribes        |
|    | Spagna (bandiera)    | C     | Enrique Saura         |
|    | Spagna (bandiera)    | C     | Javier Subirats       |
|    | Uruguay (bandiera)   | A     | Wilmar Cabrera        |
|    | Spagna (bandiera)    | A     | Sixto Casabona        |
|    | Spagna (bandiera)    | A     | Emilio Fenoll         |
|    | Spagna (bandiera)    | A     | Jon García            |
|    | Spagna (bandiera)    | A     | Fernando              |
|    | Spagna (bandiera)    | A     | Manuel Sánchez Torres |
|    | Argentina (bandiera) | A     | Juan José Urruti      |

## Statistiche

### Statistiche dei giocatori
| Giocatore         | Primera División | Primera División | Primera División | Primera División | Copa del Re | Copa del Re | Copa del Re | Copa del Re | Totale   | Totale | Totale      | Totale     |
| Giocatore         | Presenze         | Reti             | Ammonizioni      | Espulsioni       | Presenze    | Reti        | Ammonizioni | Espulsioni  | Presenze | Reti   | Ammonizioni | Espulsioni |
| ----------------- | ---------------- | ---------------- | ---------------- | ---------------- | ----------- | ----------- | ----------- | ----------- | -------- | ------ | ----------- | ---------- |
| R. Arias          | 27               | 0                | 10               | 0                | 5           | 1           | 0           | 0           | 32       | 1      | 10          | 0          |
| C. Arroyo         | 14               | 0                | 1                | 0                | 7           | 1           | 0           | 0           | 21       | 1      | 1           | 0          |
| J. R. Bermell     | 12               | 0                | 1                | 0                | 6           | 0           | 0           | 0           | 18       | 0      | 1           | 0          |
| W. Cabrera        | 28               | 11               | 8                | 0                | 6           | 3           | 1           | 0           | 34       | 14     | 9           | 0          |
| S. Casabona       | 26               | 8                | 2                | 0                | 6           | 4           | 3           | 1           | 32       | 12     | 5           | 1          |
| A. Castellanos    | 25               | 1                | 2                | 0                | 5           | 1           | 0           | 0           | 30       | 2      | 2           | 0          |
| J. V. Cuxart      | 15               | 1                | 3                | 0                | 6           | 1           | 1           | 0           | 21       | 2      | 4           | 0          |
| E. Fenoll         | 6                | 0                | 1                | 0                | 4           | 0           | 0           | 0           | 10       | 0      | 1           | 0          |
| Roberto           | 16               | 3                | 0                | 0                | 0           | 0           | 0           | 0           | 16       | 3      | 0           | 0          |
| P. Ferrando       | 24               | 0                | 0                | 0                | 7           | 0           | 0           | 0           | 31       | 0      | 0           | 0          |
| F. Giner          | 11               | 0                | 1                | 0                | 6           | 0           | 1           | 1           | 17       | 0      | 2           | 1          |
| Voro              | 23               | 1                | 3                | 0                | 4           | 0           | 1           | 0           | 27       | 1      | 4           | 0          |
| Fernando          | 15               | 4                | 0                | 0                | 5           | 1           | 0           | 0           | 20       | 5      | 0           | 0          |
| J. C. Granero     | 1                | 0                | 0                | 0                | 3           | 1           | 0           | 0           | 4        | 1      | 0           | 0          |
| J. J. Juárez      | 5                | 0                | 0                | 0                | 0           | 0           | 0           | 0           | 5        | 0      | 0           | 0          |
| P. Muñoz          | 14               | 0                | 0                | 0                | 4           | 0           | 0           | 0           | 18       | 0      | 0           | 0          |
| P. Ponteciano     | 0                | 0                | 0                | 0                | 1           | 0           | 0           | 0           | 1        | 0      | 0           | 0          |
| S. Revert         | 9                | 0                | 1                | 0                | 2           | 0           | 1           | 0           | 11       | 0      | 2           | 0          |
| Quique            | 31               | 1                | 1                | 0                | 5           | 1           | 0           | 0           | 36       | 2      | 1           | 0          |
| M. Sánchez Torres | 20               | 1                | 6                | 1                | 1           | 0           | 0           | 0           | 21       | 1      | 6           | 1          |
| E. Saura          | 0                | 0                | 0                | 0                | 1           | 0           | 0           | 0           | 1        | 0      | 0           | 0          |
| A. López          | 0                | 0                | 0                | 0                | 3           | 2           | 0           | 0           | 3        | 2      | 0           | 0          |
| J. M. Sempere     | 22               | 0                | 1                | 0                | 2           | 0           | 0           | 0           | 24       | 0      | 1           | 0          |
| J. Subirats       | 23               | 3                | 0                | 0                | 3           | 1           | 1           | 1           | 26       | 4      | 1           | 1          |
| M. Tendillo       | 30               | 0                | 6                | 0                | 4           | 0           | 1           | 0           | 34       | 0      | 7           | 0          |
| J. J. Urruti      | 25               | 2                | 7                | 0                | 6           | 2           | 0           | 0           | 31       | 4      | 7           | 0          |